# Coulanges (Loir-et-Cher)
Pour les articles homonymes, voir Coulanges.
Coulanges est une commune historique du Loir-et-Cher (région Centre-Val de Loire), reléguée au statut de commune déléguée depuis 2017 et la réunion administrative avec Chouzy-sur-Cisse et Seillac pour créer la commune nouvelle de Valloire-sur-Cisse.

## Géographie

### Localisation
La commune de Coulanges se trouve au nord de Chouzy-sur-Cisse et à l'ouest de Blois, le chef-lieu du département du Loir-et-Cher, dans la petite région agricole des Vallée et Coteaux de la Loire,. À vol d'oiseau, elle se situe à 5,3 km  de Blois, préfecture du département. La commune fait en outre partie du bassin de vie de Blois.
Le bourg de Coulanges est situé au beau milieu du val de la Cisse, à côté de la forêt de Blois.

### Communes limitrophes
Les communes limitrophes sont Chouzy-sur-Cisse, Seillac (toutes deux également déléguées de Valloire-sur-Cisse), Chambon-sur-Cisse (commune déléguée de Valencisse) et Onzain (commune déléguée de Veuzain-sur-Loire).

### Transports publics
La gare ferroviaire la plus proche de Coulanges est la gare de Chouzy, située à 2,9 km à vol d'oiseau.

### Hydrographie
Coulanges s'étale entièrement sur la rive droite de la Cisse, au contraire de ses voisines Chambon-sur-Cisse au nord, et Chouzy-sur-Cisse au sud, qui se partagent la rive gauche au niveau de la commune.
À l'ouest, Coulanges est également arrosée par quelques affluents de la Cisse, dont le petit ruisseau de l'Étang Neuf.

## Toponymie
Le nom de la commune dérive du latin colonica.
Le paysan libre obtenait le droit de s'établir dans une colonie (ou colonica) dont il était le colon.

Plusieurs colonicæ sont ainsi apparues dans la vallée de la Cisse dès le VIIIe siècle, comme Chouzy ou Chambon qui dependent de Marmoutiers.
Sous la Révolution, la volonté de déchristianiser la société française requiert un changement du toponyme : ainsi, par délibération du conseil général de la commune, et en application du décret du 25 vendémiaire an II (16 octobre 1793), la commune nouvellement créée de Coulanges devient provisoirement Cou-sans-Culotte,, en soutien au mouvement révolutionnaire des Sans-culottes.

## Histoire

### Moyen Âge
Comme le reste de la forêt des Blémars qui occupait le territoire des communes environnantes, la zone aurait été défrichée au XIIe siècle par des moines de l'abbaye de Marmoutier, tels qu'ils en furent missionnés par le comte de Blois. Il y construisirent une chapelle dédiée à Saint Denys.
La colonie est sous la juridiction du seigneur de Bury, vassal du comte de Blois, qui y fait ériger le Moulin Jouan sur la Cisse. Les moines feront de même avec leur moulin de la Guiche, près de l'abbaye qu'ils possèdent à Chouzy.
Entre 1356 et 1365, le village est occupé par des Gascons, alors alliés aux Anglais lors de la guerre de Cent Ans.
Au XVe siècle, les vignobles et moulins fleurissent de toutes parts du village.

### Après la Révolution
Au cours de la Révolution française, la commune porta le nom de Cou-sans-Culotte.
De 1904 à 1934, Coulanges était desservie par une ligne de tramway à vapeur du Loir-et-Cher reliant Blois à Château-Renault (Indre-et-Loire). Sa station se trouvait alors entre celles de Chambon-sur-Cisse et de Blois–Les Lices.

### Depuis 2017
En 2017, Coulanges a fusionné avec Chouzy-sur-Cisse et Seillac pour former la commune nouvelle de Valloire-sur-Cisse.

## Politique et administration

### Liste des maires
| Période                                  | Période       | Identité           | Étiquette | Qualité |
| ---------------------------------------- | ------------- | ------------------ | --------- | ------- |
| Les données manquantes sont à compléter. |               |                    |           |         |
| mars 2001                                | mars 2006     | Jean-Paul Tavenier |           |         |
| mars 2006                                | décembre 2016 | Henri Burnham      |           |         |

Depuis 2017 et la création de Valloire-sur-Cisse, le maire élu à Coulanges est maire délégué au maire de la commune nouvelle.
| Période                                  | Période  | Identité      | Étiquette | Qualité |
| ---------------------------------------- | -------- | ------------- | --------- | ------- |
| Les données manquantes sont à compléter. |          |               |           |         |
| janvier 2017                             | mai 2026 | Henri Burnham |           |         |

## Population et société

### Démographie
L'évolution du nombre d'habitants est connue à travers les recensements de la population effectués dans la commune depuis 1793. À partir du 1er janvier 2009, les populations légales des communes sont publiées annuellement dans le cadre d'un recensement qui repose désormais sur une collecte d'information annuelle, concernant successivement tous les territoires communaux au cours d'une période de cinq ans. 
Pour les communes de moins de 10 000 habitants, une enquête de recensement portant sur toute la population est réalisée tous les cinq ans, les populations légales des années intermédiaires étant quant à elles estimées par interpolation ou extrapolation. Pour la commune, le premier recensement exhaustif entrant dans le cadre du nouveau dispositif a été réalisé en 2005,.
En 2014, la commune comptait 322 habitants, en évolution de +4,89 % par rapport à 2009 (Loir-et-Cher : +1,74 %, France hors Mayotte : +2,49 %).
| 1793 | 1800 | 1806 | 1821 | 1831 | 1836 | 1841 | 1846 | 1851 |
| ---- | ---- | ---- | ---- | ---- | ---- | ---- | ---- | ---- |
| 342  | 327  | 318  | 329  | 317  | 344  | 349  | 365  | 326  |

| 1856 | 1861 | 1866 | 1872 | 1876 | 1881 | 1886 | 1891 | 1896 |
| ---- | ---- | ---- | ---- | ---- | ---- | ---- | ---- | ---- |
| 333  | 367  | 362  | 351  | 335  | 318  | 328  | 359  | 355  |

| 1901 | 1906 | 1911 | 1921 | 1926 | 1931 | 1936 | 1946 | 1954 |
| ---- | ---- | ---- | ---- | ---- | ---- | ---- | ---- | ---- |
| 340  | 316  | 283  | 232  | 242  | 232  | 255  | 206  | 194  |

| 1962 | 1968 | 1975 | 1982 | 1990 | 1999 | 2005 | 2010 | 2014 |
| ---- | ---- | ---- | ---- | ---- | ---- | ---- | ---- | ---- |
| 219  | 216  | 274  | 301  | 271  | 312  | 310  | 308  | 322  |

### Pyramide des âges
La population de la commune est relativement âgée. Le taux de personnes d'un âge supérieur à 60 ans (22,3 %) est en effet supérieur au taux national (21,6 %) tout en étant toutefois inférieur au taux départemental (26,3 %).
Contrairement aux répartitions nationale et départementale, la population masculine de la commune est supérieure à la population féminine (51,9 % contre 48,4 % au niveau national et 48,6 % au niveau départemental).
La répartition de la population de la commune par tranches d'âge est, en 2007, la suivante :
- 51,9 % d'hommes (0 à 14 ans = 19,9 %, 15 à 29 ans = 13,7 %, 30 à 44 ans = 21,7 %, 45 à 59 ans = 23,6 %, plus de 60 ans = 21,1 %) ;
- 48,1 % de femmes (0 à 14 ans = 20,1 %, 15 à 29 ans = 11,4 %, 30 à 44 ans = 22,8 %, 45 à 59 ans = 22,1 %, plus de 60 ans = 23,5 %).

| Hommes | Classe d’âge | Femmes |
| ------ | ------------ | ------ |
| 0,0    | 90 ans ou +  | 0,0    |
| 5,0    | 75 à 89 ans  | 6,7    |
| 16,1   | 60 à 74 ans  | 16,8   |
| 23,6   | 45 à 59 ans  | 22,1   |
| 21,7   | 30 à 44 ans  | 22,8   |
| 13,7   | 15 à 29 ans  | 11,4   |
| 19,9   | 0 à 14 ans   | 20,1   |

| Hommes | Classe d’âge | Femmes |
| ------ | ------------ | ------ |
| 0,6    | 90 ans ou +  | 1,6    |
| 8,3    | 75 à 89 ans  | 11,5   |
| 14,8   | 60 à 74 ans  | 15,7   |
| 21,4   | 45 à 59 ans  | 20,6   |
| 20,3   | 30 à 44 ans  | 19,2   |
| 16,2   | 15 à 29 ans  | 14,7   |
| 18,5   | 0 à 14 ans   | 16,7   |

## Culture locale et patrimoine

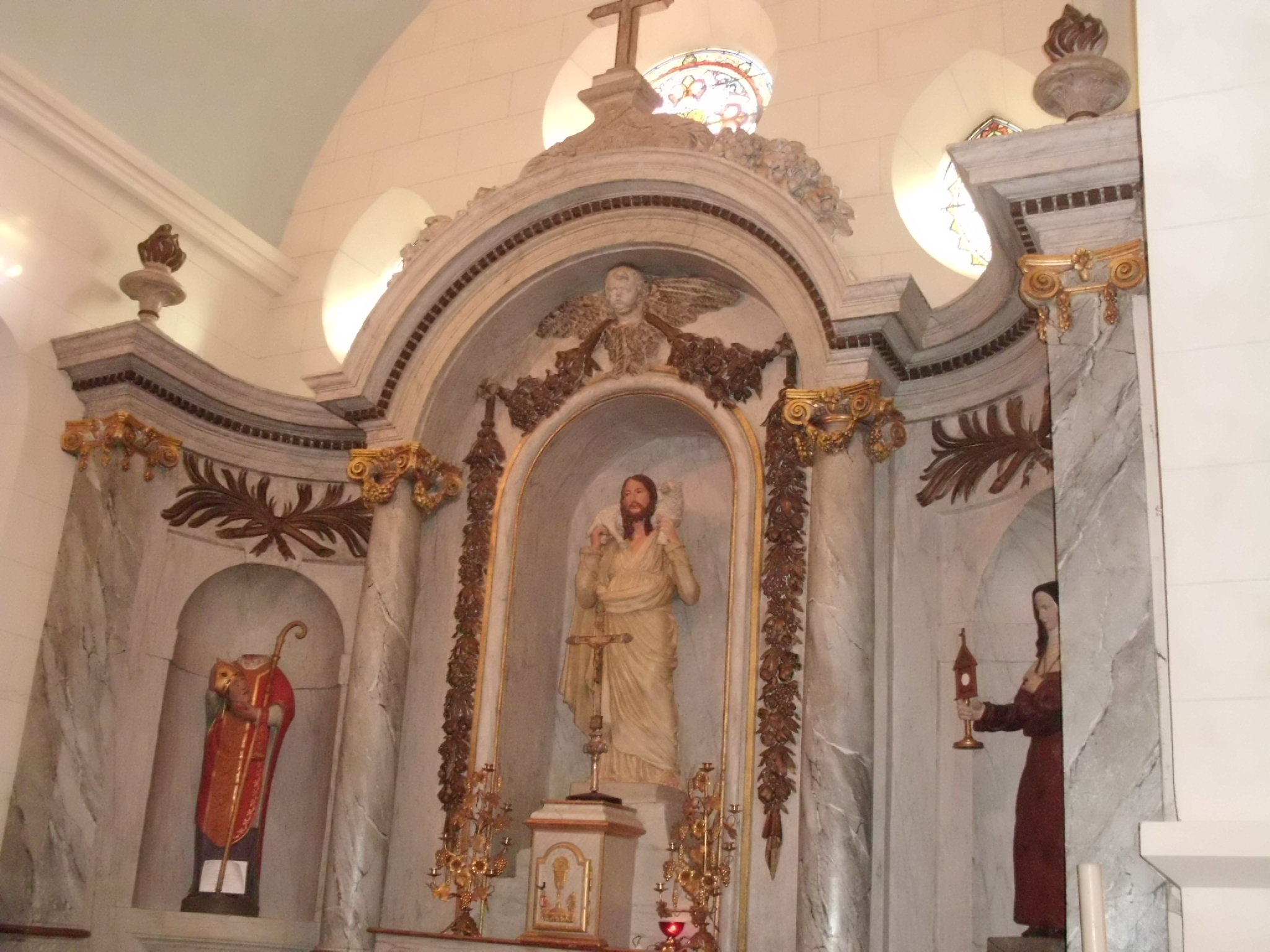
Retable de l'église Saint-Denis avec statues de Saint Denis, du bon Pasteur et de sainte Claire.

### Lieux et monuments
- Église paroissiale Saint-Denis. Récemment restaurée (2010), à la suite d'un legs de Anne-Marie Bardon en reconnaissance duquel une plaque a été posée face à l'entrée principale, elle contient des stalles issues de l’abbaye de la Guiche. Au-dessus du tabernacle, une statue du Bon-Pasteur; le maître autel a été séparé du retable depuis une trentaine d'années, et se trouve deux mètres en avant, au bord de l'ancien sanctuaire, juste avant le chœur formé par les stalles. Sous les stalles, on peut admirer les miséricordes sculptées, aux motifs humains ou animaux assez pittoresques[18].
- Château de Rocon. Composé d'un corps de bâtiment longitudinal qui domine la vallée de la Cisse d'un côté et jouit d'une large pelouse bordée de bâtiments annexes de l'autre, avec au sud une vieille tour adaptée en chapelle. On y accède depuis le bourg en prenant la route de Chambon-sur-Cisse.

### Héraldique
|  | Les armoiries de Coulanges se blasonnent ainsi : D'argent au bâton de sable accompagné en chef d'un griffon de gueules et en pointe de deux croissants d'azur. Création J.P. Fernon (2002). |